# 劉熙 (漢獻帝子)
刘熙（？—？），《后汉纪》作刘临，東漢献帝的儿子，生母不详。

## 生平
建安十七年（212年）九月廿一，汉献帝封刘熙为济阴王，刘懿为山阳王，刘邈为济北王，劉敦为东海王。他们的下落史书没有记载。